# 高地平
高地平（1991年10月2日—）游戏名称：Gogoing，中国英雄联盟电子竞技职业选手，目前处于退役状态。2013年6月23日，OMG战队拿到LPL春季赛冠军，这是高地平职业生涯第一个冠军。2013年9月25日，S3全球总决赛四分之一决赛中0-2输给皇族战队，止步八强。2014年10月14日，S4全球总决赛半决赛上OMG战队输给皇族战队，止步总决赛四强。2015年9月11日，高地平在腾讯微博上宣布正式退役，结束了自己4年的电竞生涯。

## 早年经历
1991年，高地平出生在江西小镇的一个普通家庭。父母常年在外工作，他由爷爷奶奶一手带大。小学三年级时，他便开始出入网吧。初高中读的是寄宿制学校，但他经常翻墙出去打游戏。每天晚上10点出去，第二天早上7点回来。
19岁，此时的高地平，高中毕业，在父母的服装店收钱、送货、跑腿。每天早上6点起床上班，下午2点去网吧玩3个小时。收钱的时候，偷偷留下点钱，然后到网吧充会员。高地平在网吧接触英雄联盟这款游戏。游戏排位半年内登顶国服电信三区第一，OMG俱乐部邀请高地平加入俱乐部成为职业选手。

## 电竞生涯

### 2013年
2013年6月23日，LPL春季赛3-1战胜了PE俱乐部，拿到了中国LOL职业联赛的第一个冠军。
2013年9月8日，OMG战队2-1战胜皇族战队取得S3全球总决赛的参赛资格。
2013年9月25日，S3全球总决赛四分之一决赛中OMG战队0-2败于皇族战队，止步八强。

### 2014年
2014年5月12日，LOL全明星赛上OMG战队0-3败于SKT战队，取得亚军。
2014年9月7日，OMG战队2-1战胜LGD战队,夺得S4世界总决赛的参赛资格。
2014年10月14日，S4全球总决赛八分之一决赛中OMG战队以3-0战胜NWS战队。（这是LPL赛区第一次在国际赛场上，BO5比赛赢过LCK赛区）

### 2015年
2015年LPL夏季赛季后赛VG战队对战OMG战队的比赛中，OMG战队1-3的成绩败于VG战队，止步季后赛，这是高地平职业生涯最后一场比赛。
2015年9月11日，高地平在腾讯微博上宣布正式退役，结束了自己4年的电竞生涯。

## 个人奖项
2014年年度最佳电竞选手

## 生涯数据
高地平上单生涯数据统计
| 赛事名称        | 平均每局KDA | 战绩（胜/负） | 参考资料 |
| --------------- | ----------- | ------------- | -------- |
| 2013 LPL春季赛  | 3.8/2.0/7.9 | 25/10         | [ 7 ]    |
| 2013 LPL夏季赛  | 3.7/2.3/7.2 | 21/7          | [ 7 ]    |
| 2013 全球总决赛 | 3.0/2.3/8.8 | 7/3           | [ 7 ]    |
| 2014 LPL春季赛  | 2.9/2.0/7.5 | 28/6          | [ 7 ]    |
| 2014 全明星     | 2.6/2.8/6.0 | 4/5           | [ 7 ]    |
| 2014 LPL夏季赛  | 3.1/2.7/8.1 | 24/20         | [ 7 ]    |
| 2014 全球总决赛 | 3.5/2.6/7.0 | 8/6           | [ 7 ]    |
| 2015 LPL春季赛  | 2.8/2.7/8.0 | 27/18         | [ 7 ]    |
| 2015 LPL夏季赛  | 1.9/2.7/7.0 | 4/7           | [ 7 ]    |

## 争议
1.在Iem8半决赛中OMG对战WE第三场，因为网络问题，该场对战断线了很久才重开，有解说发现高地平更换带有魔法抗性（魔抗）的符文页（对面有三个AP英雄），后因此事高地平被戏称符文战神。